# Vladimir Kiškun
Vladimir Kiškun (rusky Владимир Иванович Кишкун; * 5. listopadu 1951) je bývalý sovětský atlet ruské národnosti, mistr Evropy ve skoku o tyči z roku 1974.
Vítězství v soutěži tyčkařů na evropském šampionátu v Římě v roce 1974 bylo největším úspěchem jeho sportovní kariéry. Na olympiádě v Montrealu v roce 1976 skončil třináctý. Osobní rekord – 555 cm – vytvořil 28. července 1977 v Moskvě.